# Francisco García Jimeno
Francisco García Jimeno (Santiago de Querétaro,  25 de julio de 1913 - 1977) fue un abogado mexicano.

## Trayectoria
Se trasladó a la Ciudad de México para estudiar la carrera de abogado en la Escuela Libre de Derecho, ingresando a ella en marzo del año de 1935. Sustentó su examen profesional con una tesis sobre el El Contrato de Seguro y la Responsabilidad Civil.
Estudió el Doctorado en Derecho en la Facultad de Jurisprudencia de la Universidad Nacional Autónoma de México (UNAM).
Abogado postulante que tuvo amplio ejercicio profesional. Perteneció al Ilustre y Nacional Colegio de Abogados de México, a la Academia Mexicana de Jurisprudencia y Legislación y a la Academia Mexicana de Derecho Procesal Penal, así como a la Asociación Henri Capitant.
Impartió cátedras de Lógica y Ética en la Escuela Motolonía y en el Instituto Miguel Ángel, de Economía Política en el Instituto de Enseñanza Mercantil, de Español en el Instituto Bachilleratos, y de Teoría General de las Obligaciones en la Universidad Anáhuac y en la Facultad de Jurisprudencia de la Universidad Nacional Autónoma de México (UNAM).
Participó en diversos congresos de Derecho e impartió conferencias en diversos Estados de la República Mexicana. Asimismo, publicó artículos sobre temas de Derecho Civil.
En la Escuela Libre de Derecho, Don Francisco fue profesor titular de Historia General del Derecho por tres años, y de Teoría General de las Obligaciones por veintiocho años, y sus clases son recordadas aún por sus alumnos que imparten cátedras en la Escuela y en diversos apuntes tomados. Fue Rector de la Escuela Libre de Derecho del 24 de enero de 1974 al 3 de febrero de 1977.